# Паскаль Косте

 Паскаль Косте (фр. Pascal Coste 29 листопада, 1787, Марсель— 7 лютого, 1879, Марсель) — французький архітектор, інженер і дослідник архітектури мусульманських країн.

## Життєпис, ранні роки
Народився в місті Марсель і походив з родини ремісника. Батько був тесляр. Хлопець виявив художні здібності і батько посприяв влаштуванню сина до архітектора Мішеля-Робера Пеншо (Michel-Robert Penchaud 1772—1833). Останній навчав юнака в Марселі і приготував того до влаштування у парижскую Школу красних мистецтв. В Парижі він навчався в майстерні архітектора Леона Водуайє (1803—1873). 1815 року він повернувся фахівцем у Марсель, де працював під керівництвом Мішеля-Робера Пеншо.

## Перший єгипетський період
Серед паризьких знайомих молодого архітектора — географ і учасник французької експедиції у арабський Єгипет 1798 року, пізніше один із засновників Географічного товариства Франції Едм Франсуа Джомард (1777—1862). Джомард присвятив власну діяльність вивченню ієрогліфів і дослідженням Єгипту. Тому сприяв знайомству архітектора з віце-королем арабського Єгипту Мухаммедом Алі. В свою чергу віце-король 1817 року сприяв переходу архітектора на службу короля Єгипту, де працював до 1822 року також і по замовам Мухаммеда Алі. Через п'ять років він повернувся до Парижа, куди привіз купу обмірів, планів і замальовок пам'яток старовинної архітектури Каїра.
Паскаль Косте розділяв ідеї вивчення історичного минулого Франції всіх її періодів (а не тільки античності чи відродження) і став прихильником історичних стилів у власній архітектурній творчості. Як фахівець він вивчав історію французької архітектури.
Перебування в Єгипті навернуло архітектора до вивчення мусульманської середньовічної архітектури, практично невідомої на той час не тільки у Франції, а й у всіх європейських країнах. На початку 19 ст. були закладені підвалини справді наукового дослідження орієнталістики, сходознавства мусульманських країн, Китаю, а згодом і Японії.

## Другий єгипетський період
1823 року за запрошенням віце-короля Паскаль Косте повернувся до арабського Єгипту, де отримав посаду головного інженера Нижнього Єгипту, де були розташовані міста Каїр і Александрія. Він був задіяний як інженер по проектуванню, створенню і експлуатації нових каналів. У вільні часи він продовжував дослідження старовинної архітектури і створив низку нових обмірів, планів і замальовок пам'яток старовинної архітектури. 1827 року він повернувся у Париж, мотивуя припинення вигідної для нього служби погіршенням стану здоров'я і поганим впливом посушливого клімату…

## Праця у Франції
Завдяки дружнім стосункам з посадовцем Пеншо Паскаль Косте отримав посаду викладача в Школі красних мистецтв в місті Марсель і став професором. 1829 року Паскаль оприлюднив карту Нижнього Єгипту, створену ним. Поліпшений економічний стан архітектора дозволив йому подорожувати і Косте відвідував міста Франції і Німеччини, Бельгії і Тунісу з метою дослідження старовинної архітектури. 1837 року була оприлюднена його книга «Архітектура арабських держав».

## Перебування у Персії

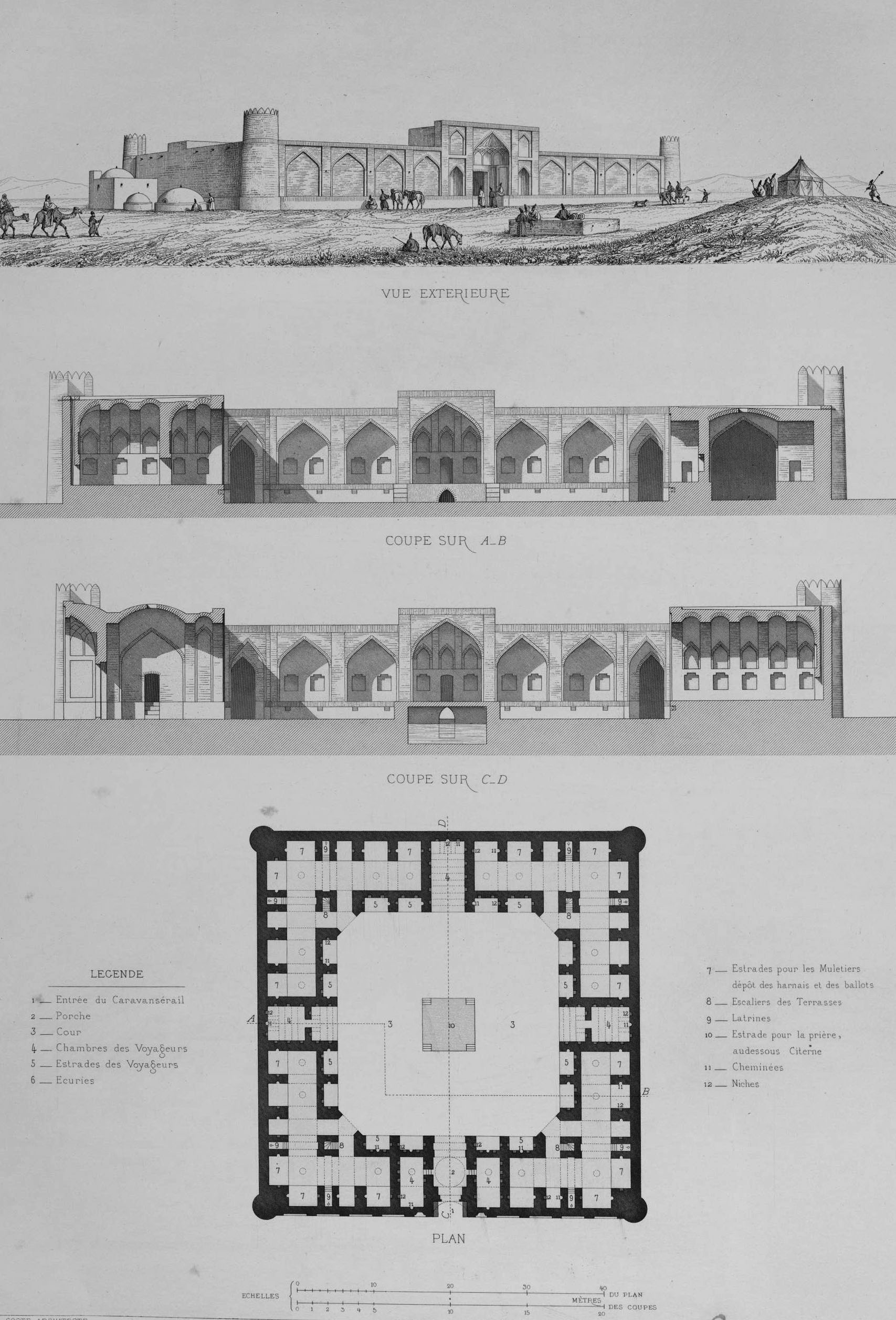
Паскаль Косте. «Каравансарай Пасанган на шляху від Ісфагана до Тегерана», фасад, план і розріз, друк 1840 р.

Нове видання сприяло залученню дослідника архітектури до посольства, спрямованого до Персії. Паскаль працював у дальній подорожі разом із художником Еженом Фланденом.
Двір шаха дозволив Паскалю Косте і Фландену подорожувати країною, що француз-науковець використав для відвідин перських провінцій і обстежень пам'яток старовинної місцевої архітектури. Персія в 19 ст. перебувала в тривалій економічній кризі і більшість старовинних споруд перебувала в руїнах. Відвідини західноєвропейського дослідника сприяли обстеженням стану декількох важливих пам'яток архітектури Персії, до котрих тоді нікому не було діла. Дослідник приніс з собою новітні (західноєвропейські) технології дослідження архітектурних пам'яток (котрих тоді не знала Персія), а також власний досвід обстежень, набутий ще в Єгипті. На відміну від Фландена (котрий обмежувався малюнками фасадів), Паскаль Косте підходив до пам'яток як дослідник, робив не тільки малюнки фасадів, а і реконструкції первісного стану тоді вже поруйнованих споруд, їх поземні плани і розрізи.
Дослідження архітектури Персії Паскалем Косте, як стародавньої (античних часів), старовинної середньовічної, як шедеврів, так і пересічної міської чи сільської, надзвичайно збагатило наукові знання про місцеву архітектуру у Європі. Важливі і позитивні наслідки мали набуті знання про перську архітектуру і для складання світової історії архітектури, котру мимоволі розпочали складати в західноєвропейському культурному просторі в 19 ст.

## Перська архітектура у малюнах Паскаля Косте і Ежена Фландена

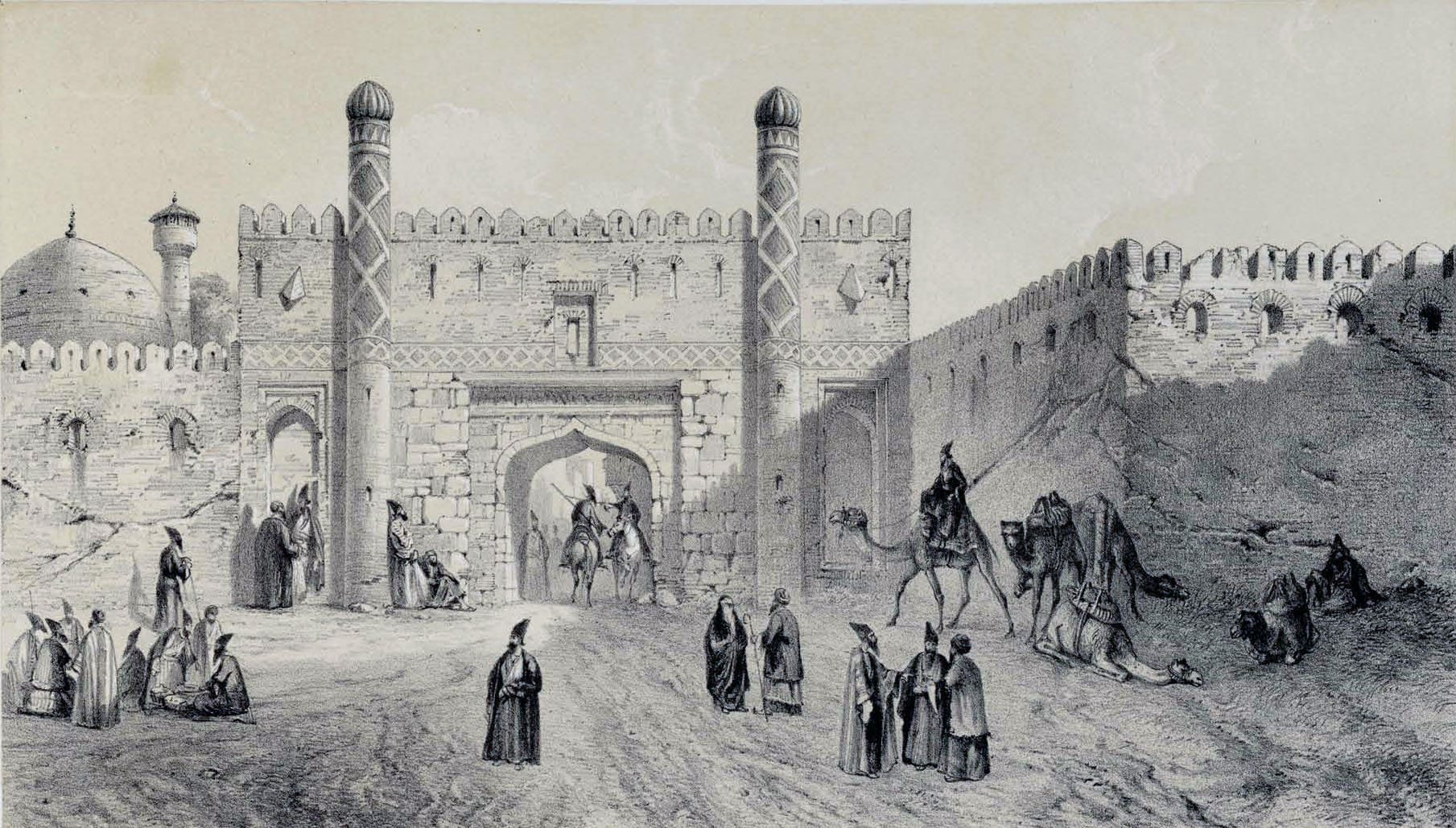
Ежен Фланден. «Головні ворота міста Тебріз», 1840 р.
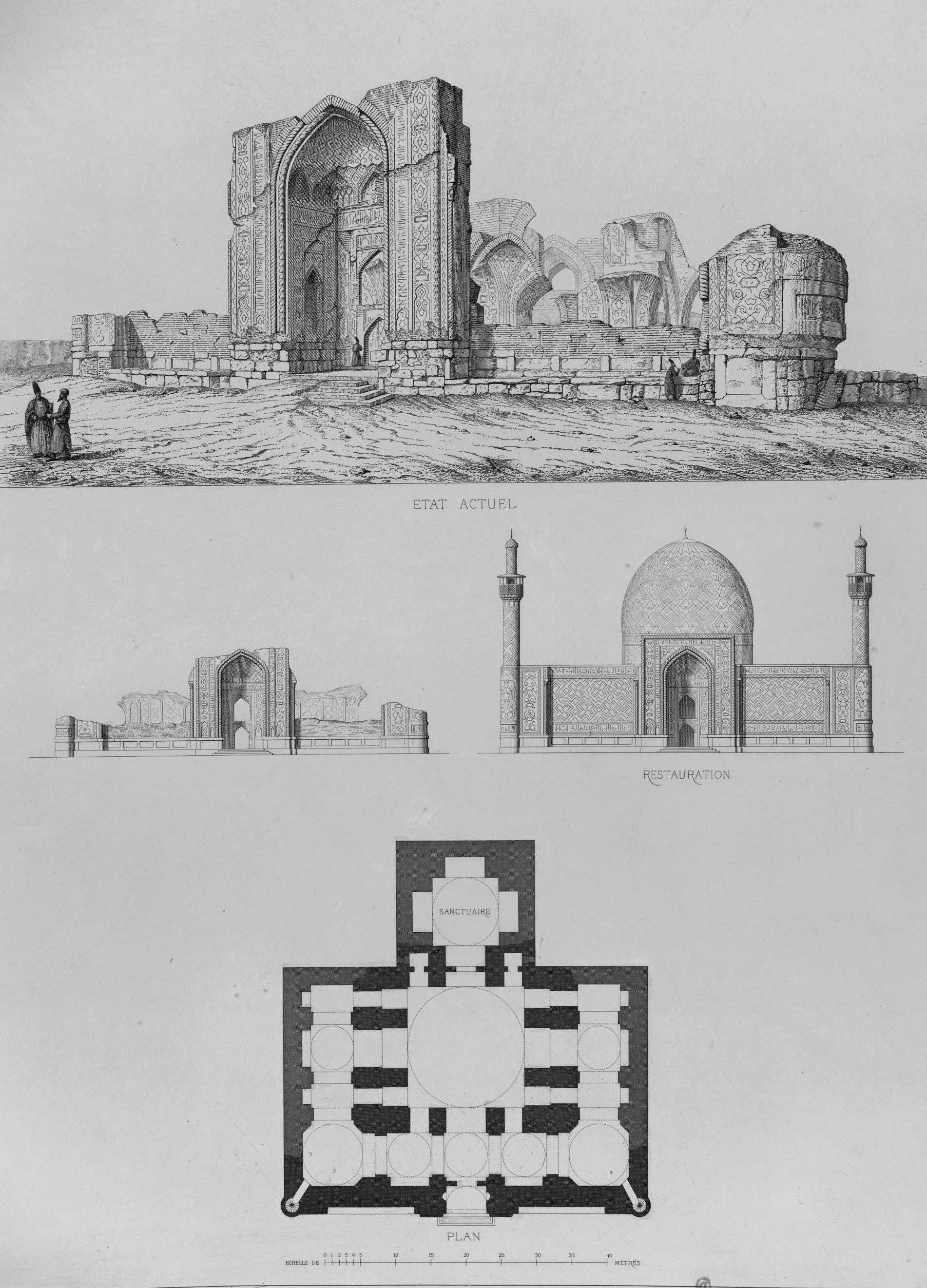
Паскаль Косте. Руїни Блакитної мечеті, Тебріз. Її план і реконструкція
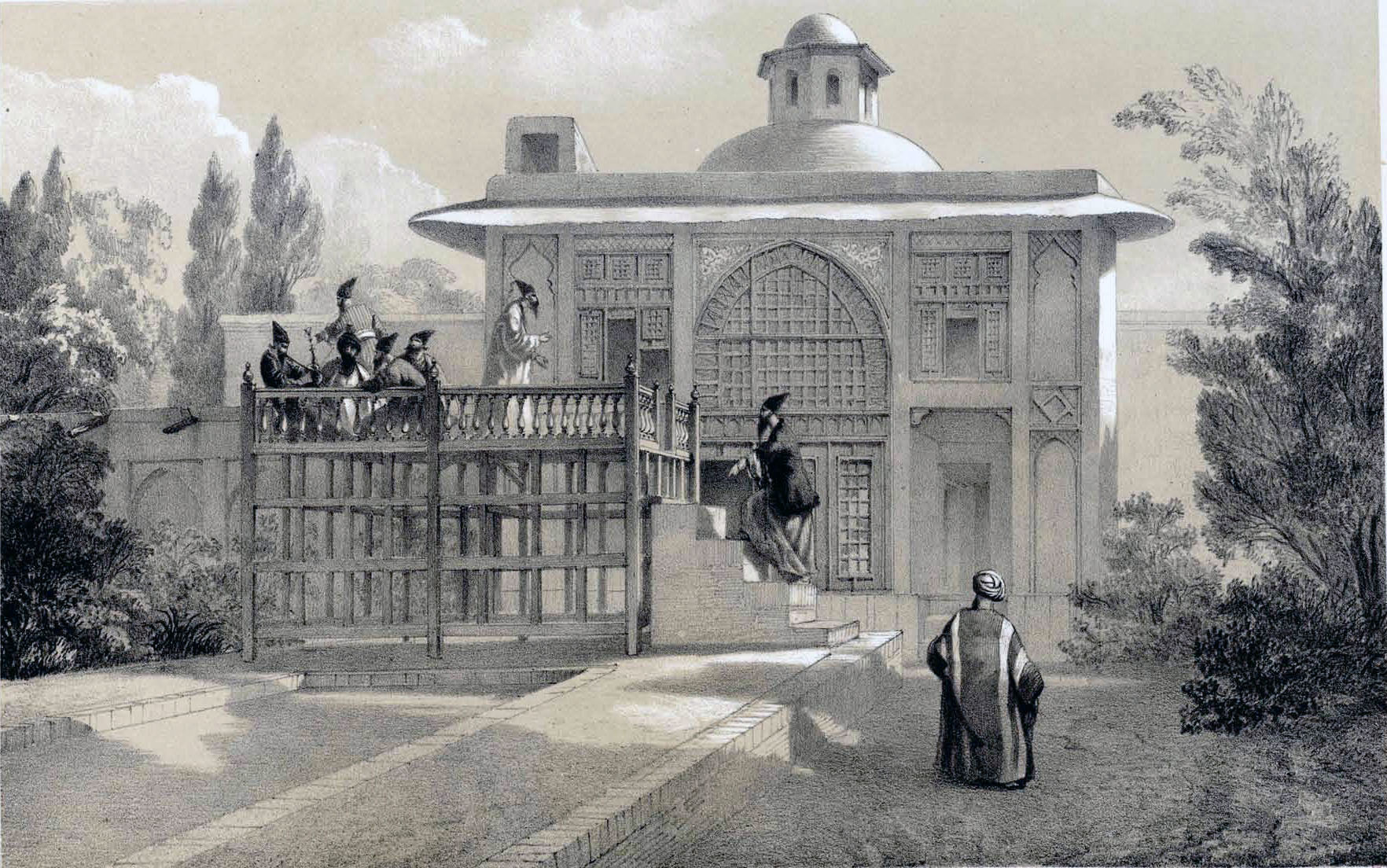
Ежен Фланден. «Помешкання хана, Тебріз».
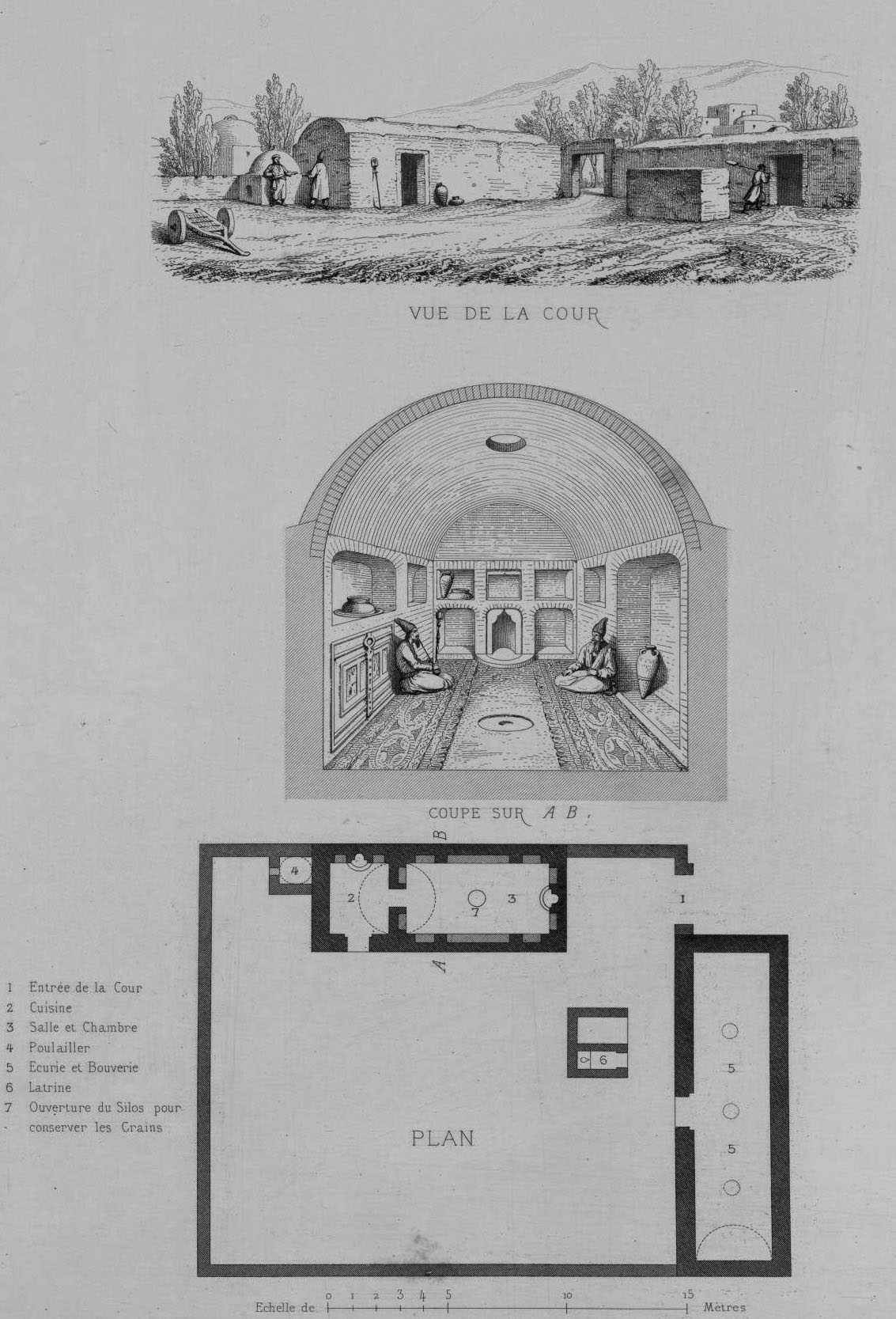
Паскаль Косте. «Будинок в селі Альвар», 1840 р.

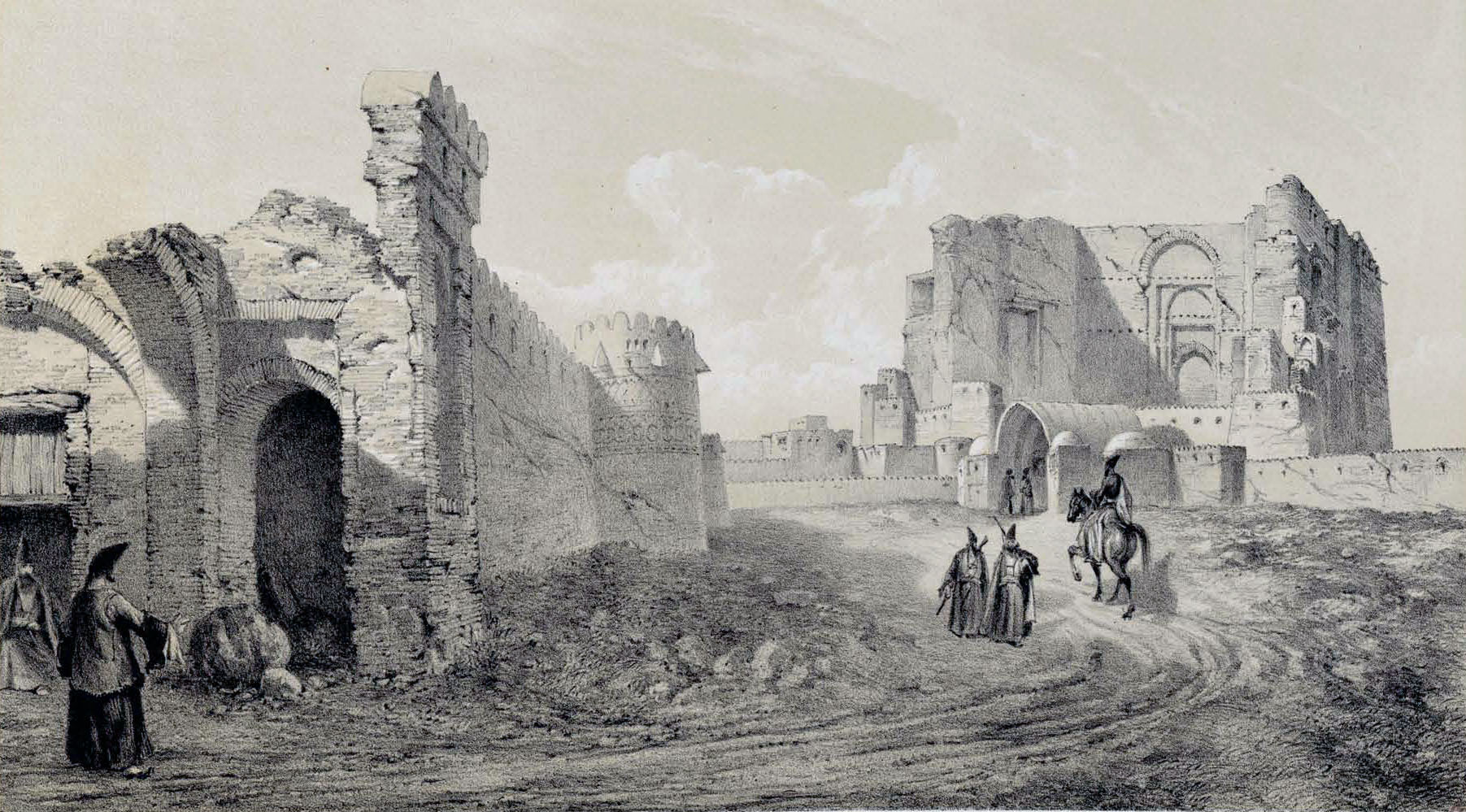
Ежен Фланден. «Руїни фортеці і палацув місті Тебріз», 1840 р.
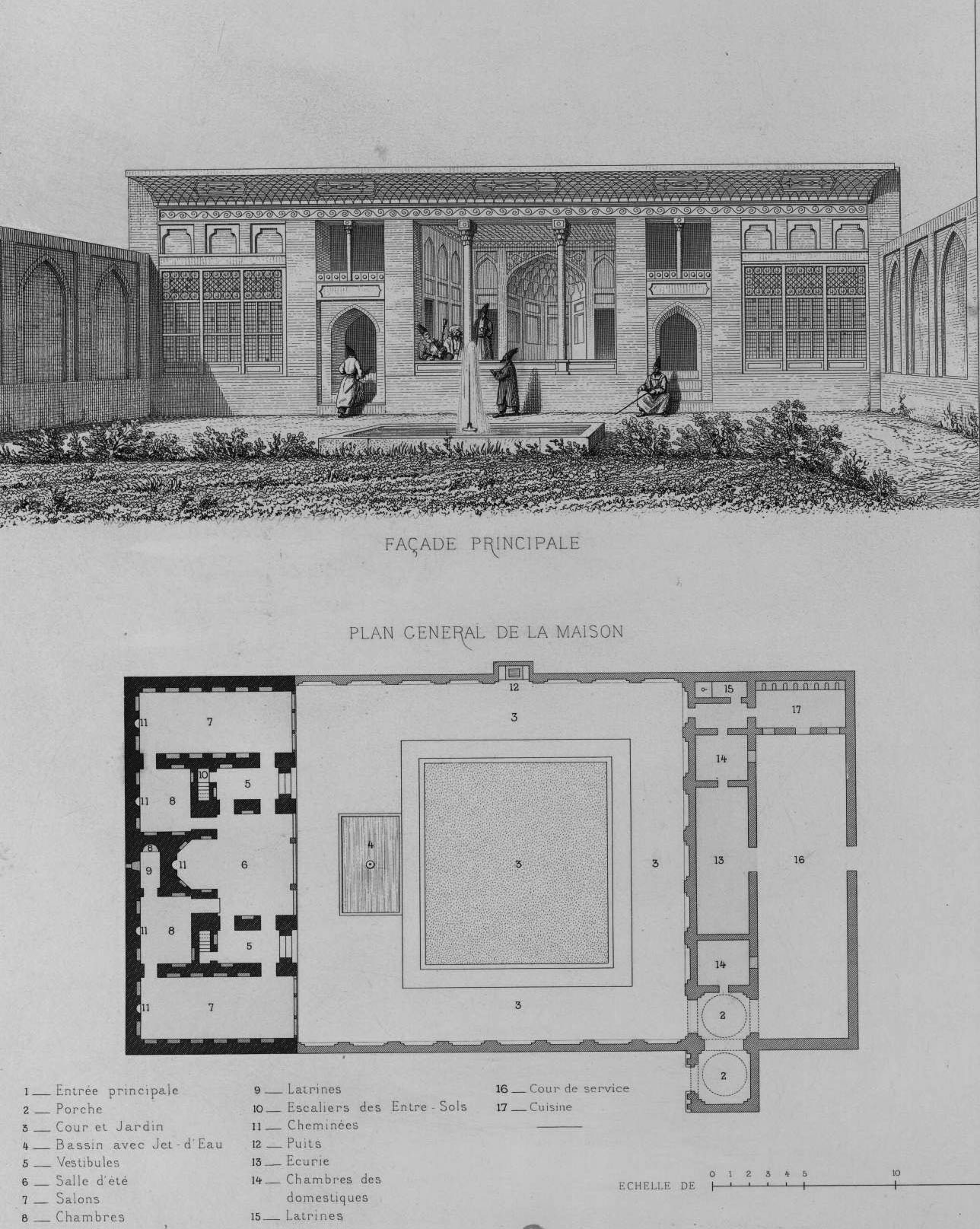
Паскаль Косте. «Великий будинок, Абгар». фасад і план, друк 1840 р.
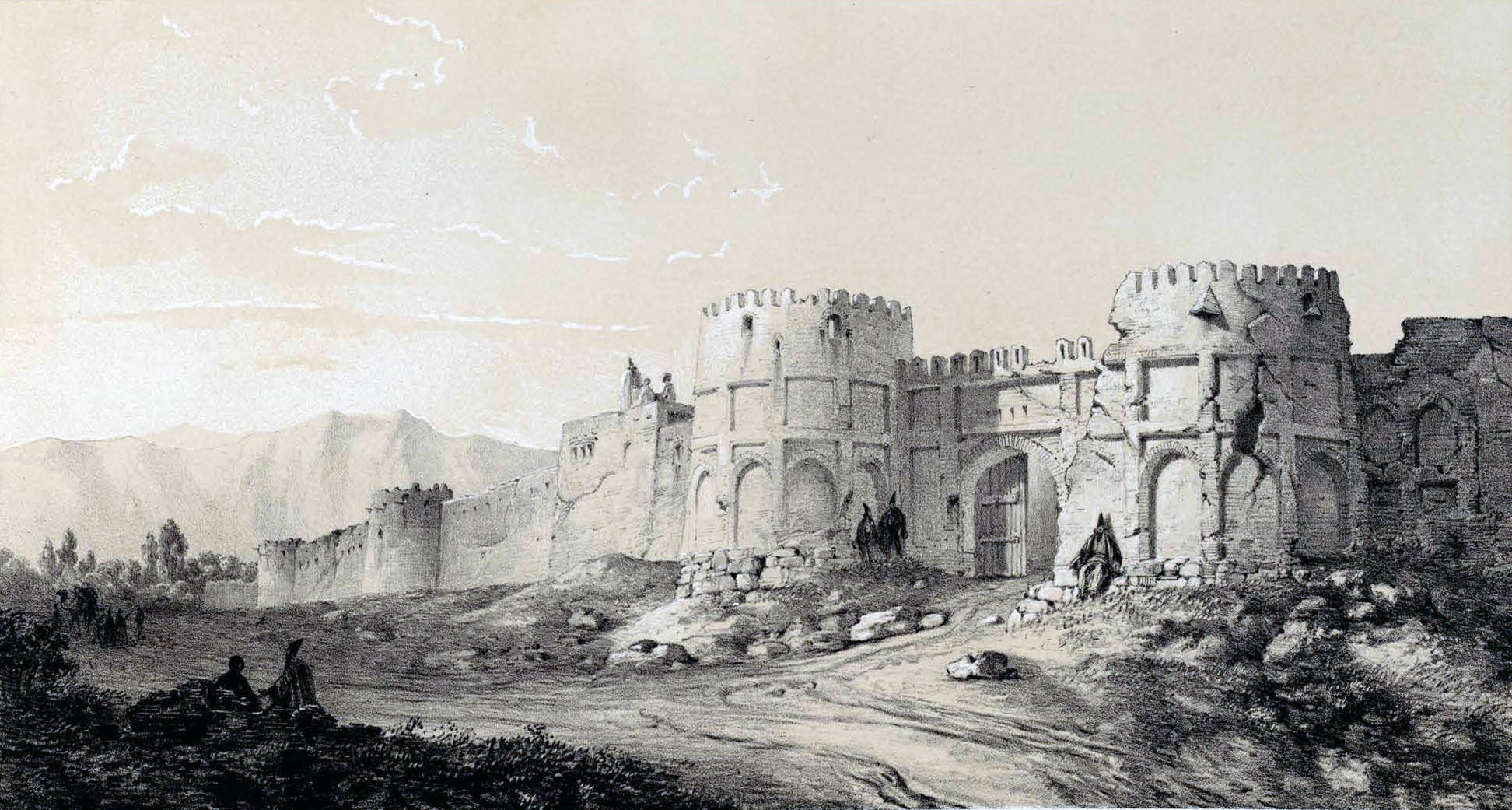
Ежен Фланден. «Стара фортеця Зенган», 1840 р.
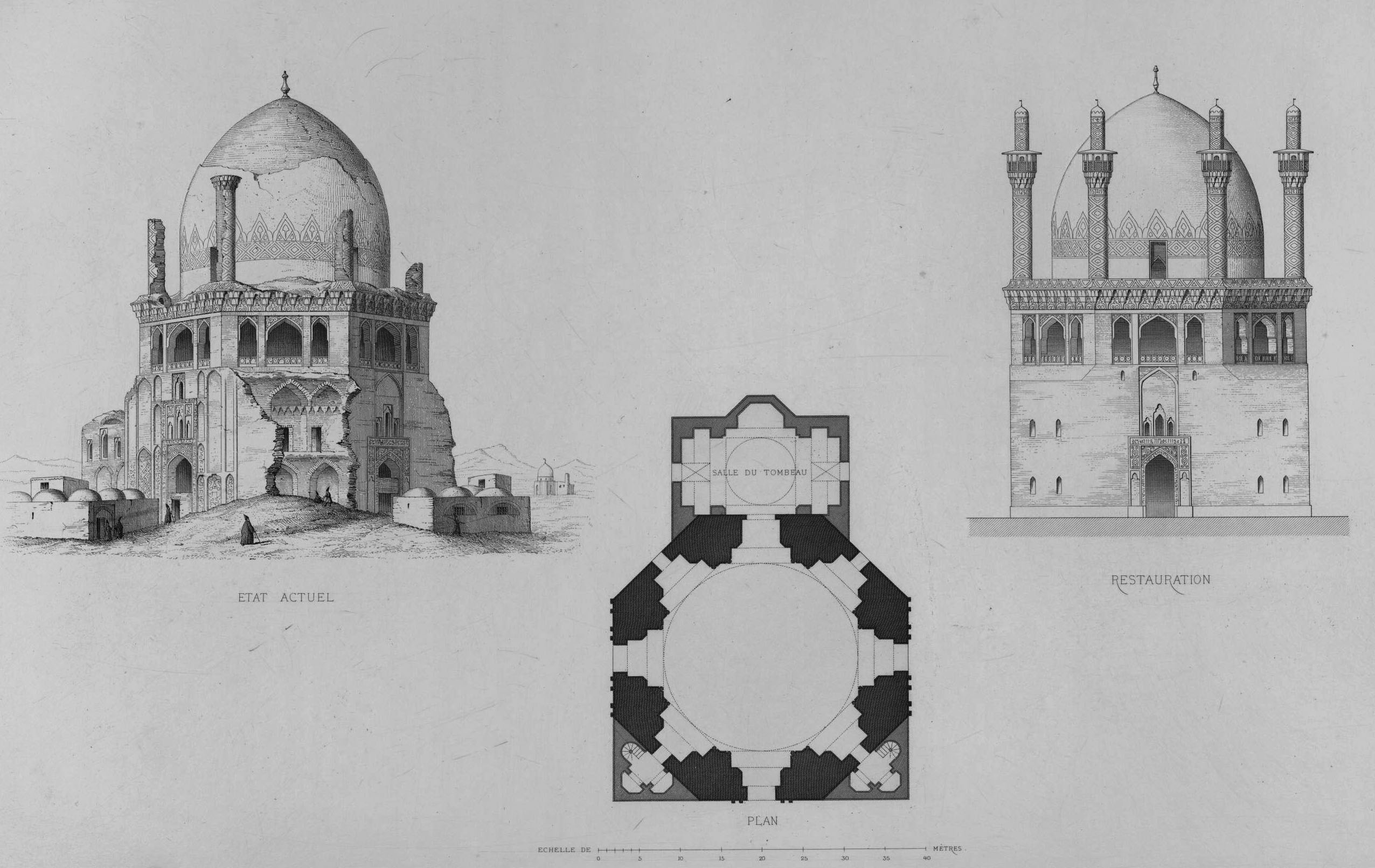
Паскаль Косте. «Мечеть і мавзолей Ісмаіла Кодабенде», місто Сольтаніє, фасад ріїни, план і реконструкція первісного вигляду.
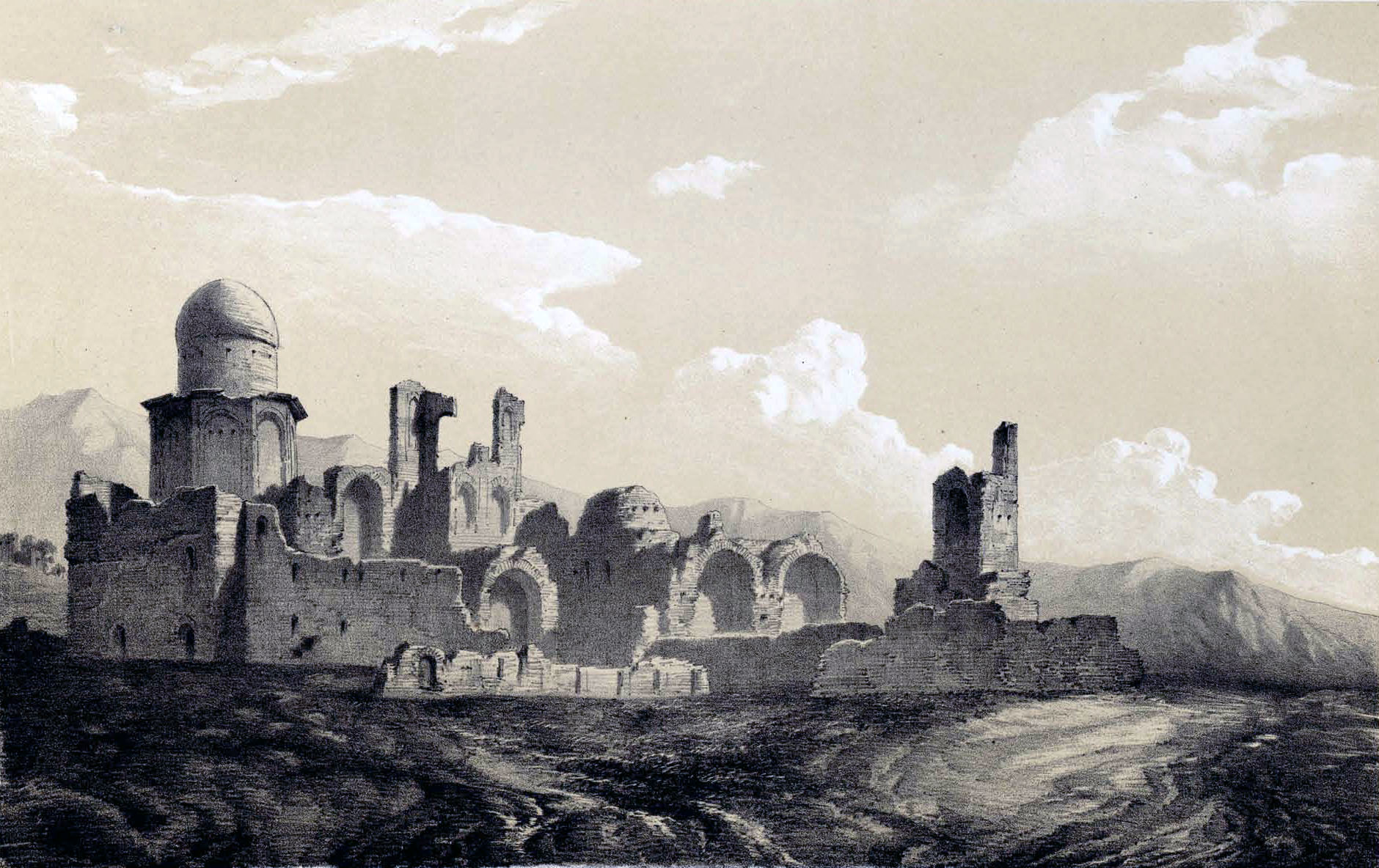
Ежен Фланден. « Руїни палацу, Сольтаніє», 1840 р.

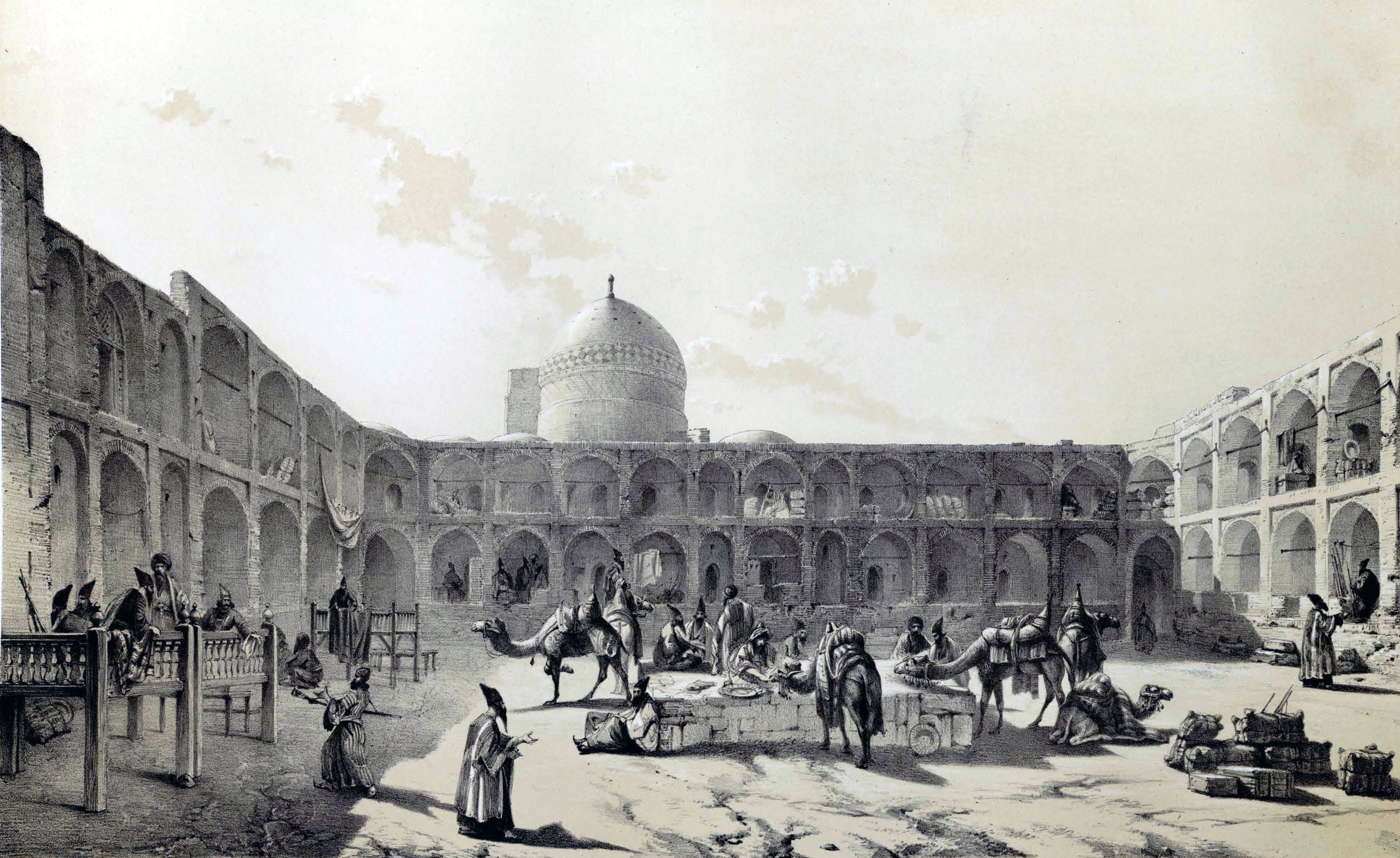
Ежен Фланден. «Каравансарай у Казвіні», внутрішній двір, друк 1840 р.
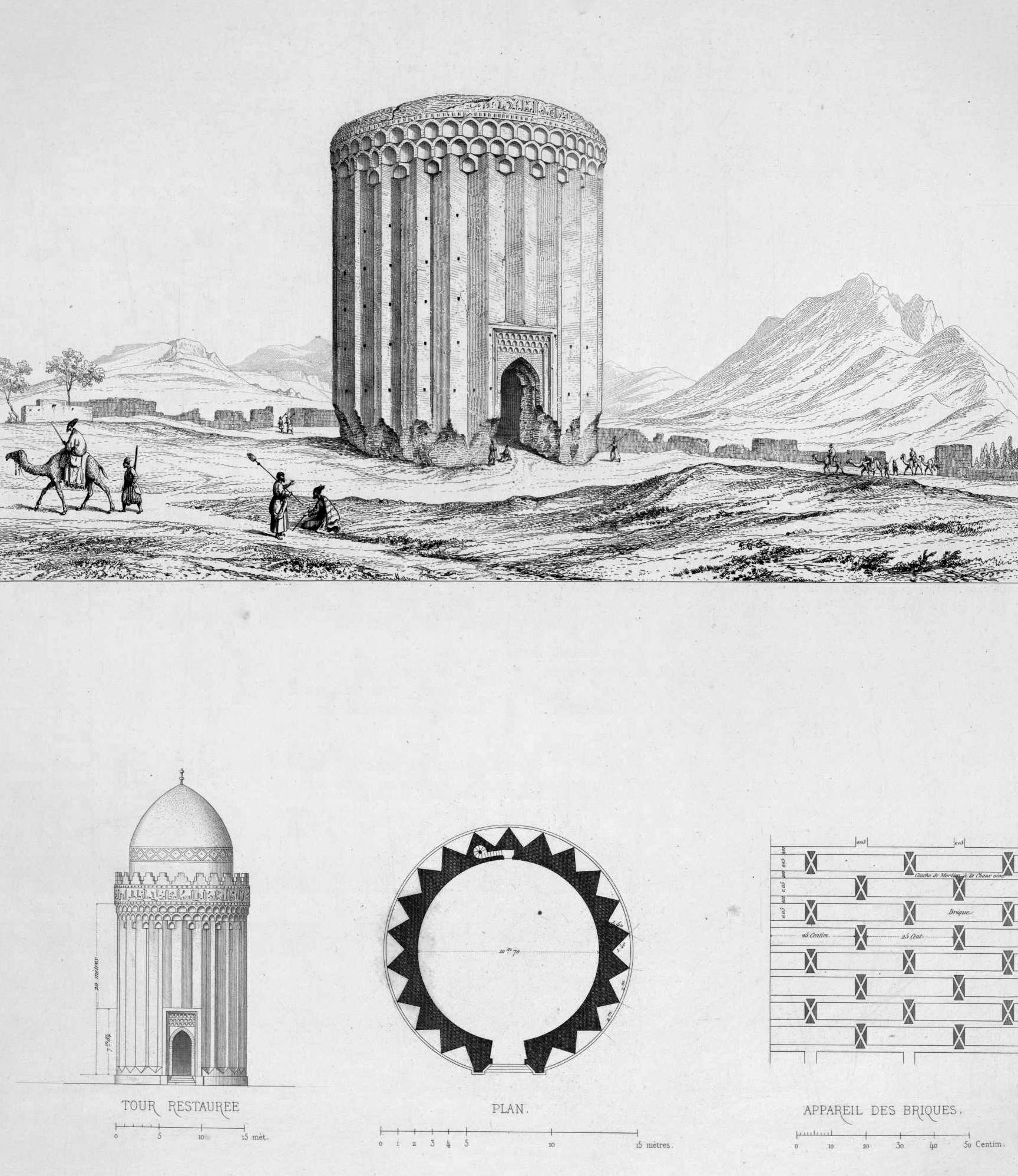
Паскаль Косте. «Вежа Тугрул, руїна і місті Рей», фасад. план і реконструкція.
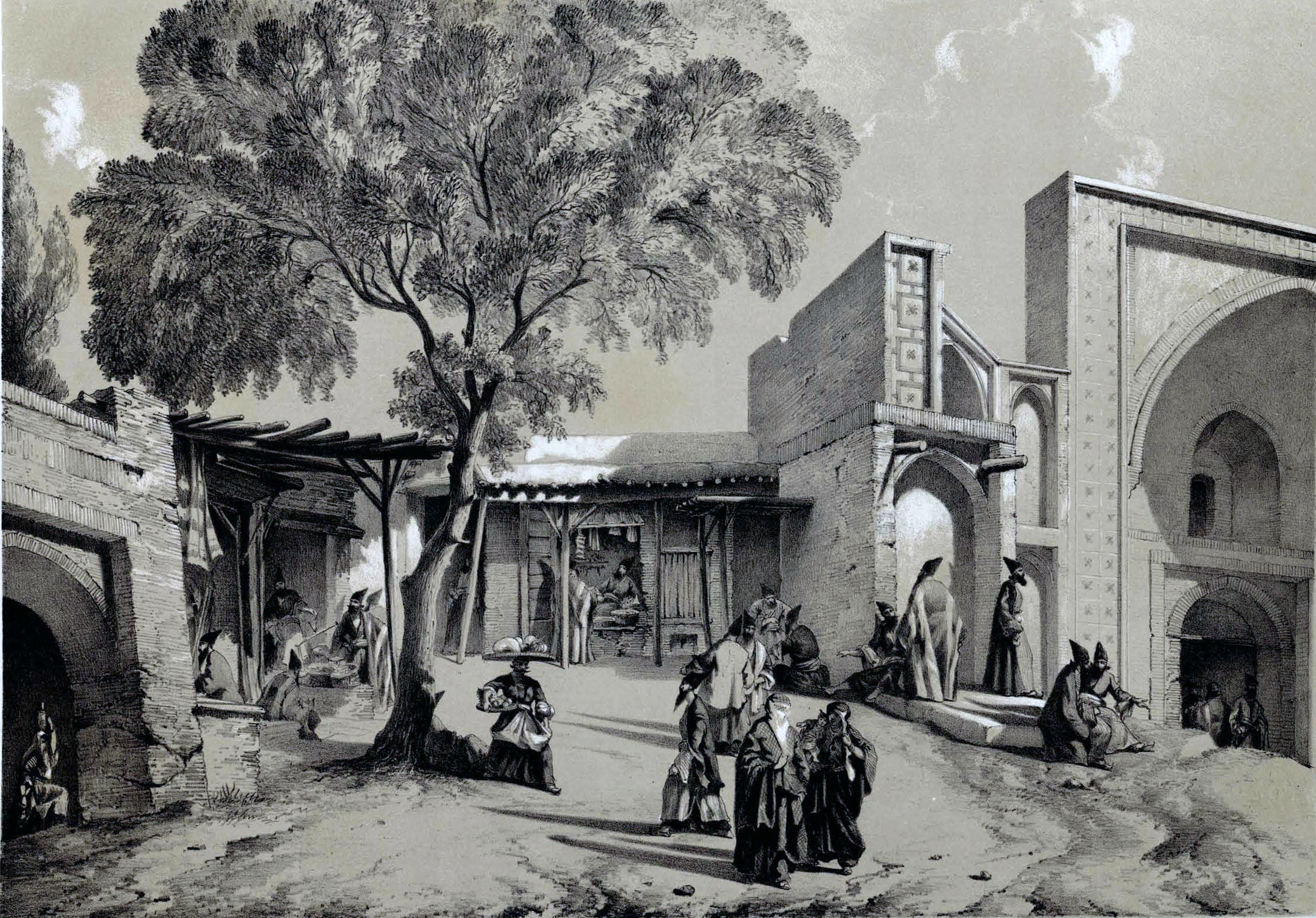
Ежен Фланден. «Мала мечеть і базар, Казвін»,  друк 1840 р.
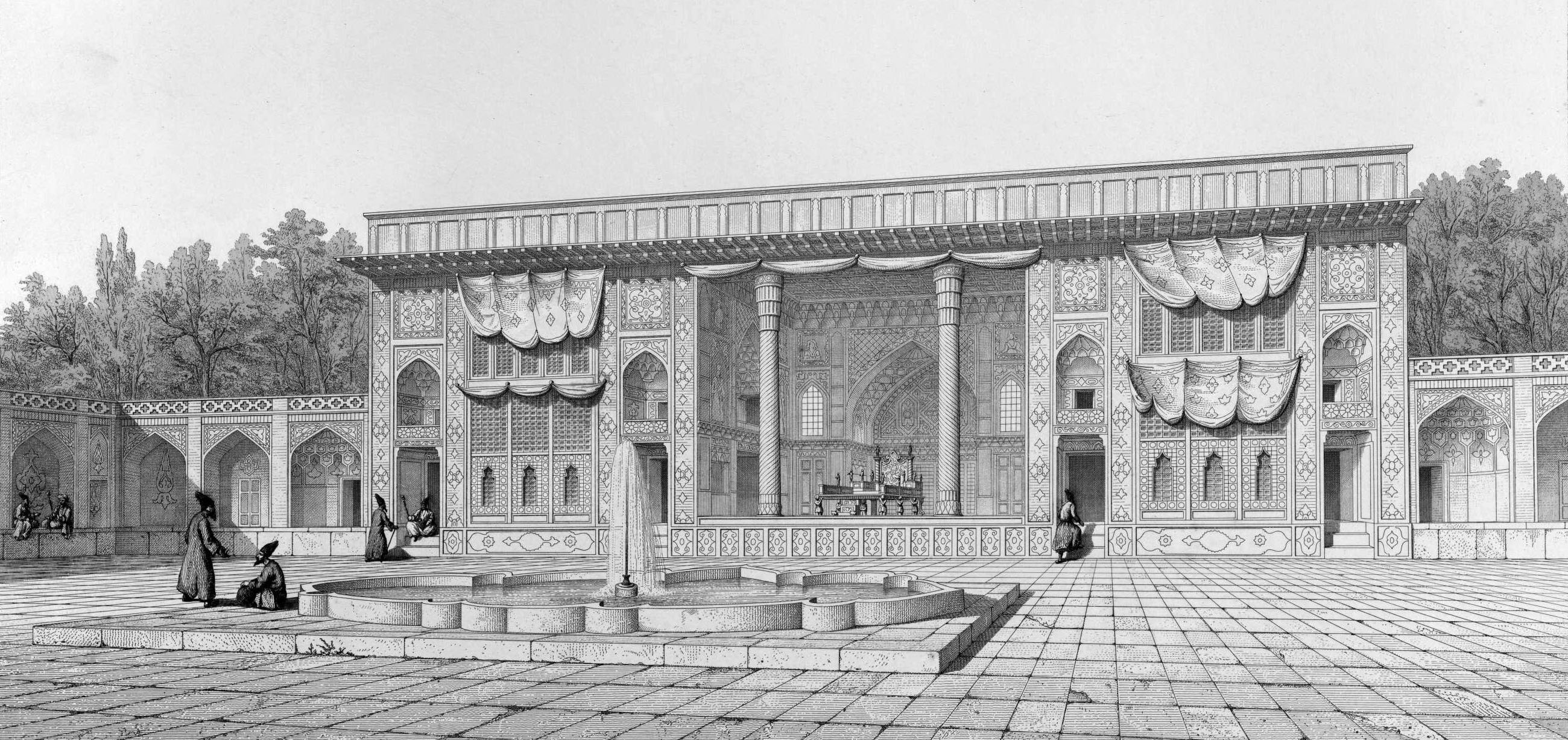
Паскаль Косте. Палац Гюлистан, Зала мармурового трона (Тронна зала), Тегеран, друк 1840 р.
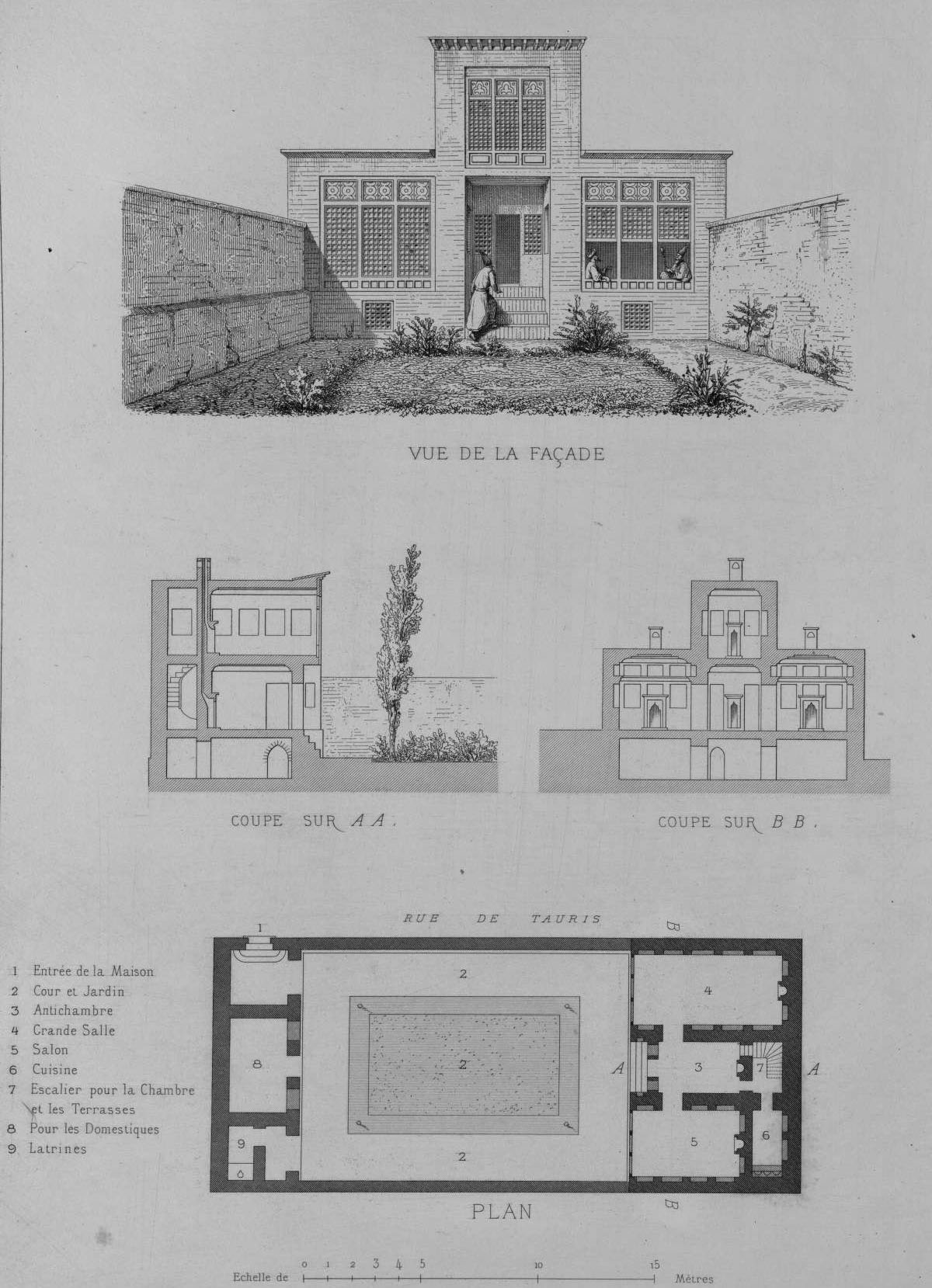
Паскаль Косте. «Будинок в місті Тебріз», 1840 р.

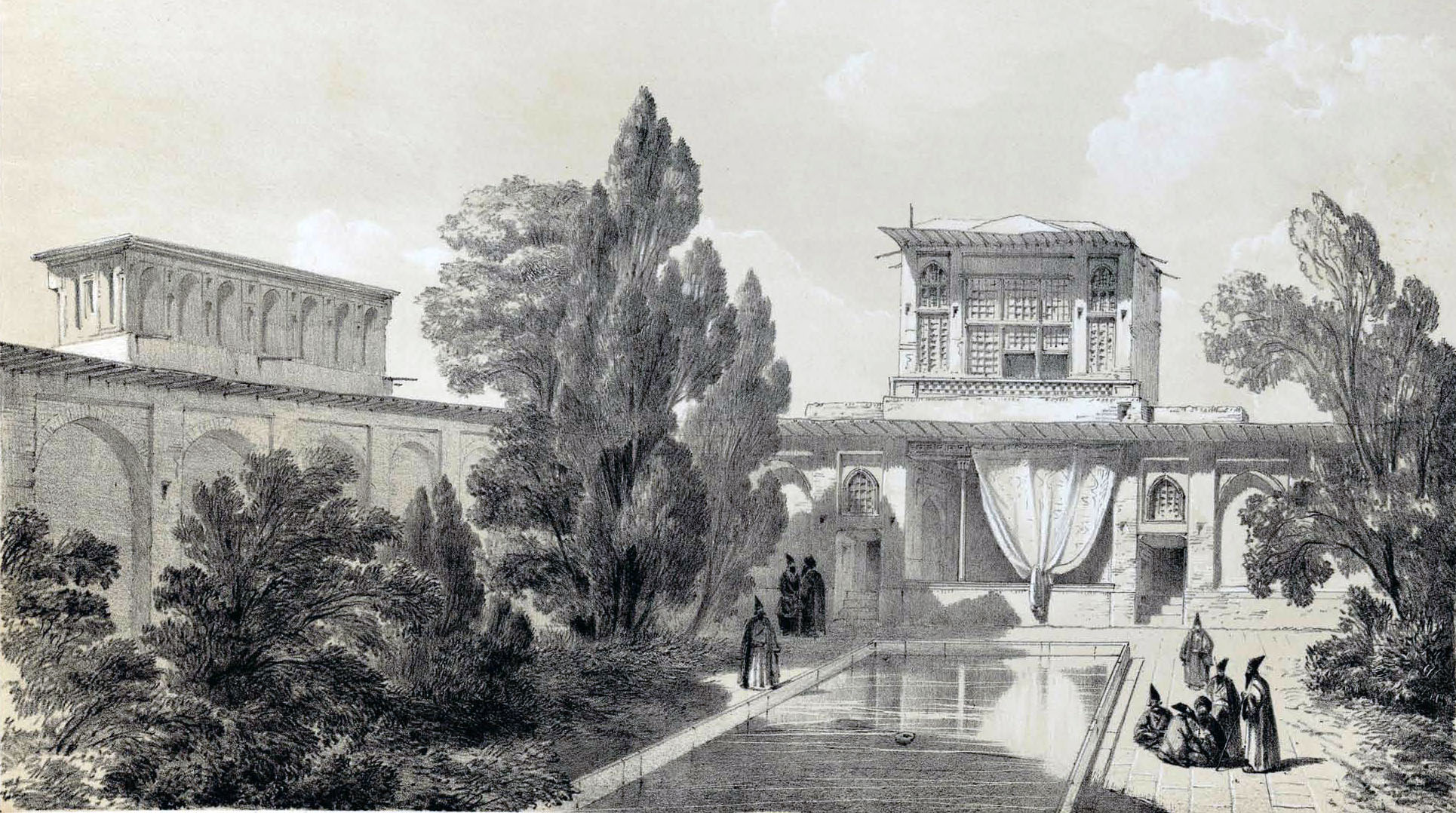
Ежен Фланден. Палац Каср і Кахар біля Теграна, внутнішній дворик з басейном, друк 1840 р.
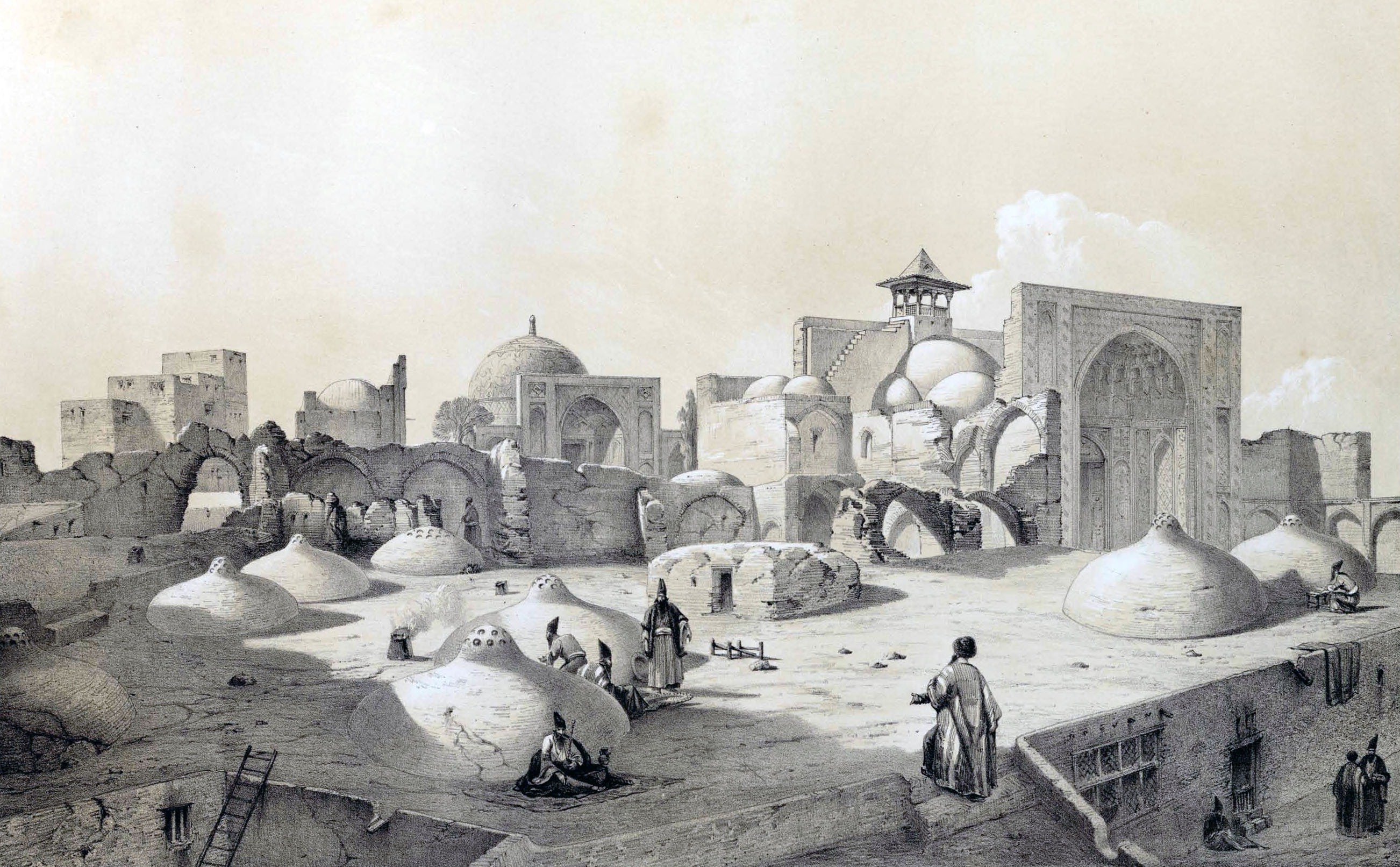
Ежен Фланден. «Мечеть шаха і глиняні дахи житлових будинів, Казвін», друк 1840 р.
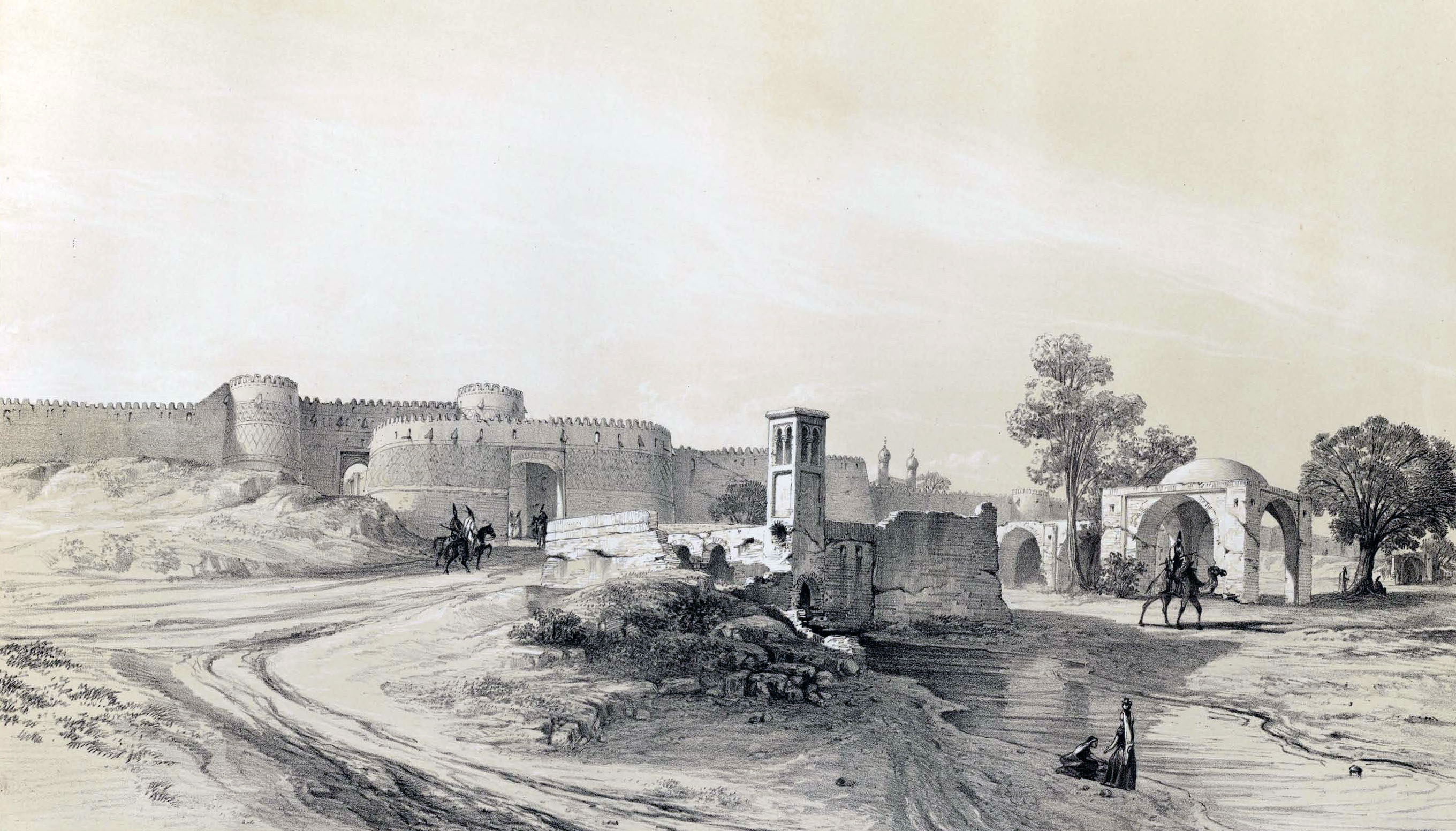
Ежен Фланден. «Брама Шемран, Тегеран», друк 1840 р.
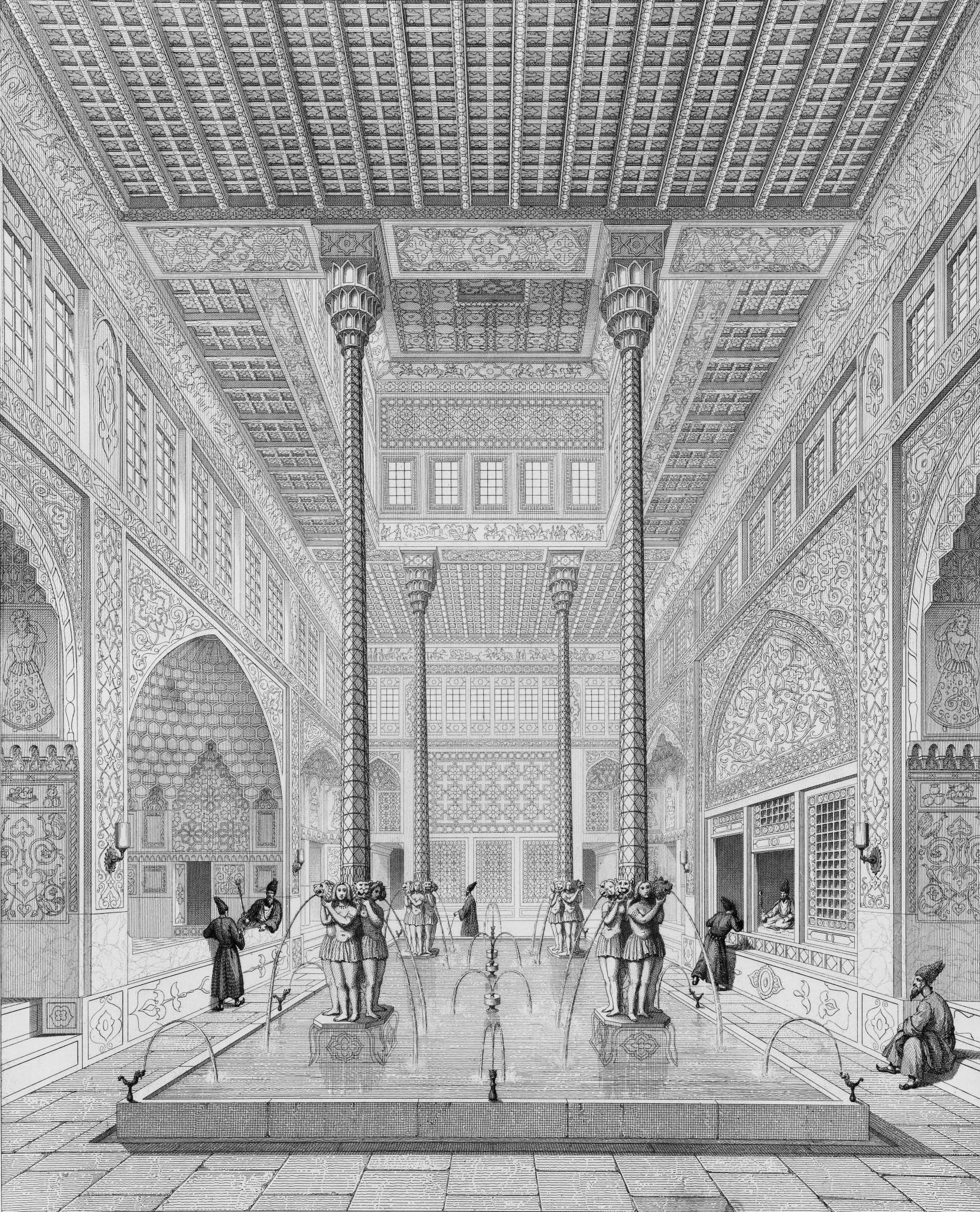
Паскаль Косте. « Інтер'єр зали палацу хана Бага», друк 1840 р., передрук 1867 р.
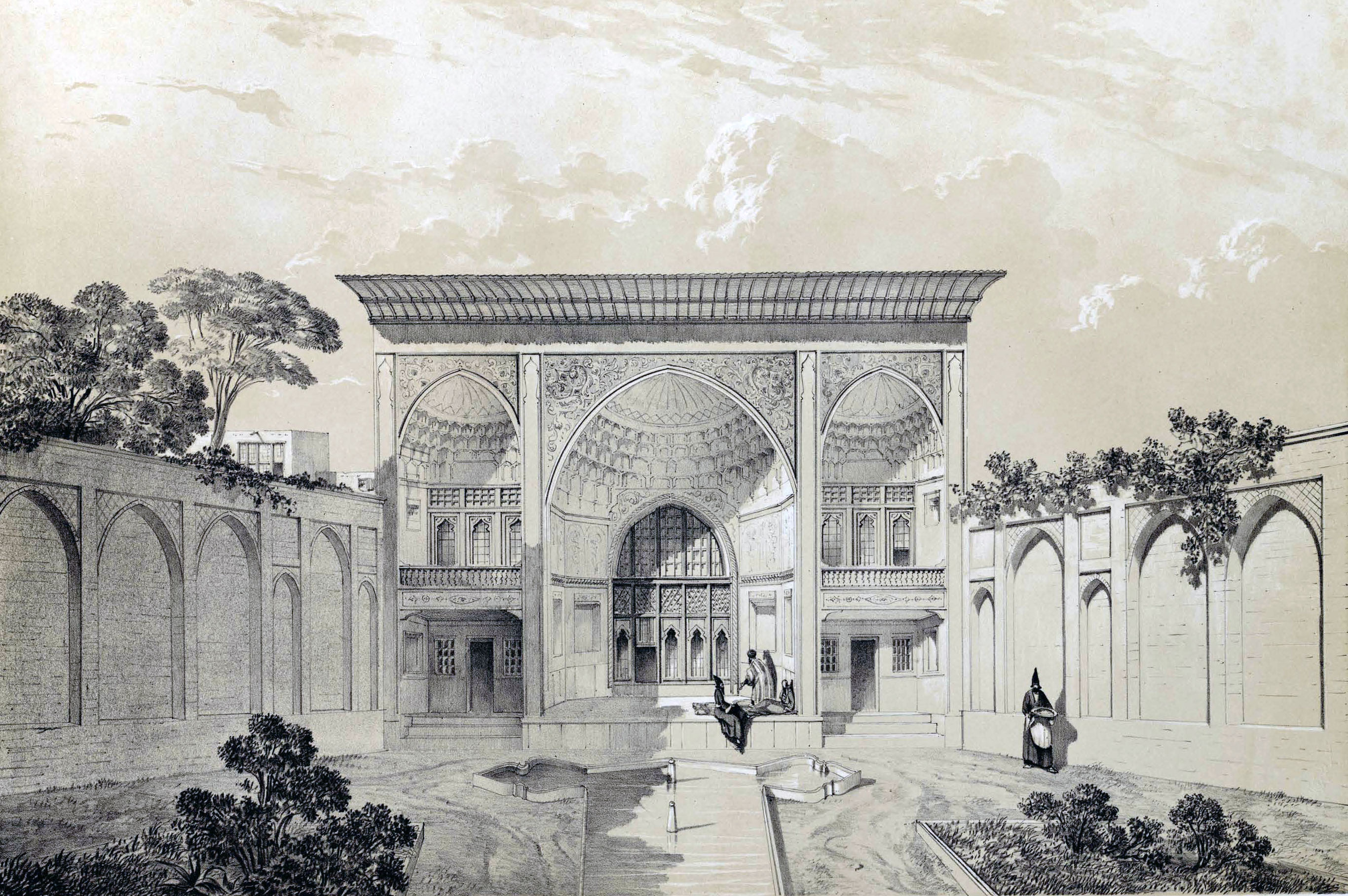
Ежен Фланден. «Дворик палацу хана Хусейна, Тегеран», друк 1840 р.

## Повернення у Францію
Паскаль Косте повертався у Францію через території західної Персії і теперішнього Іраку, де проводили археологічні розкопки, в тому числі французи-археологи. Знавець Біблії Поль-Еміль Ботта шукав археологічних підтверджень біблійним подіям, а відкрив нові сторінки історії Ніневії. Низка важливих археологічних знахідок, зроблених Ботта, була перевезена до Парижа, а відтак стала надбанням європейської і світової науки. Археологічні розкопки відвідав і Паскаль Косте.
Результати перебування французького посольства у Персію навернули увагу тодішнього короля Луї-Філіпа і він віддячив архітекторові і досліднику архітектури 1844 року посадою головного архітектора міста Марсель. Серед власних архітектурних проектів Паскаль Косте були проекти декількох сакральних споруд та Палац біржі для Марселя. Працював він і як викладач до 1861 року.
Сучасники із здивуванням відзначали, що відомий дослідник архітектури мусульманського середньовіччя практично ніколи не цитував у власних спорудах мотиви мусульманської архітектури, що робила низка інших архітекторів Франції. Паскаль Косте у власній будівельній практиці був і залишався прихильником еклектизму.

## Роботи
- Церква Сен-Лазар, Марсель
- Церква Сен-Жозеф, Марсель
- Церква святого Роха, Марсель
- Будинки на вулиці се Луї Тулузького, Марсель
- Палац біржі, Марсель

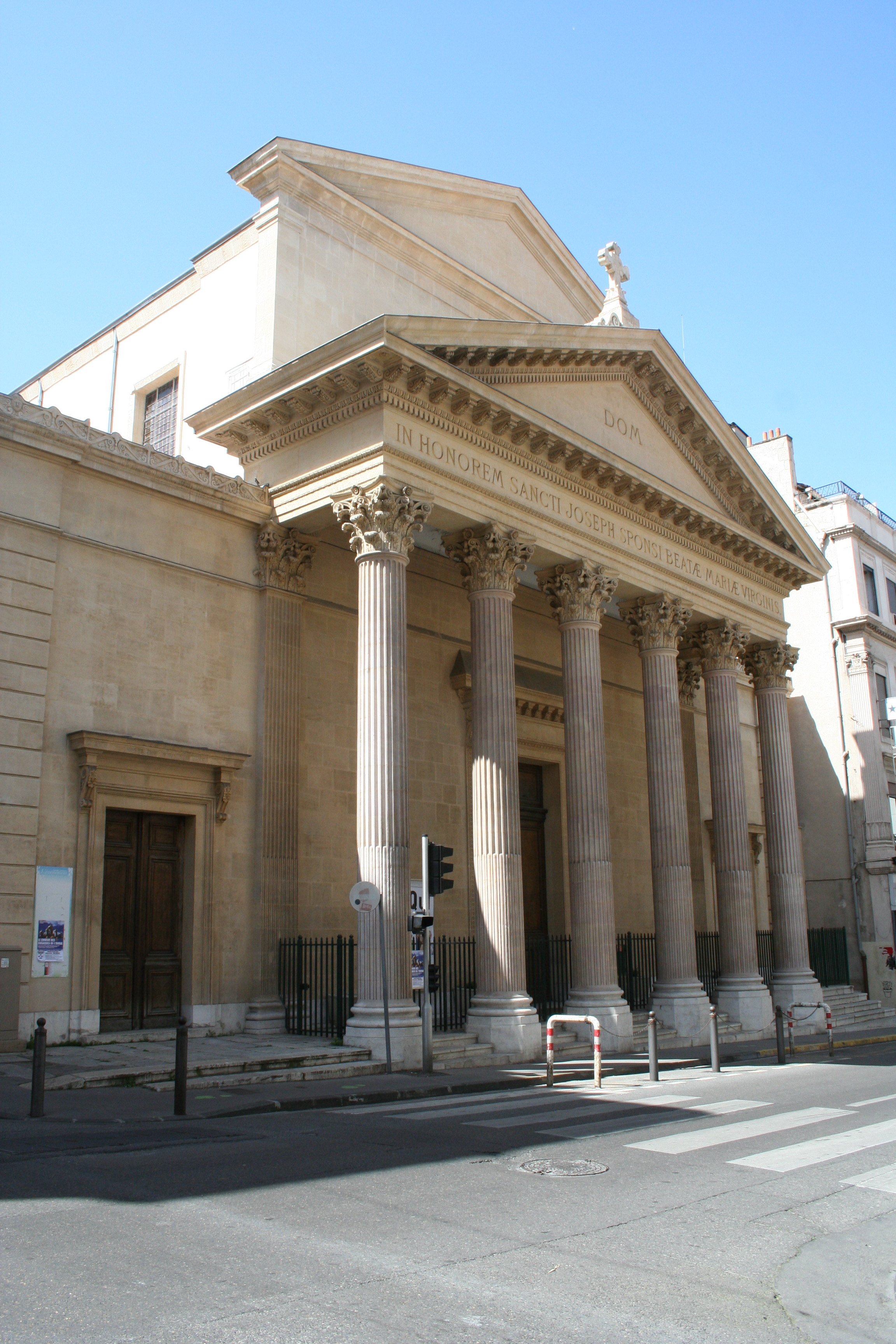
Головний фасад церкви СенЖозеф, Марсель
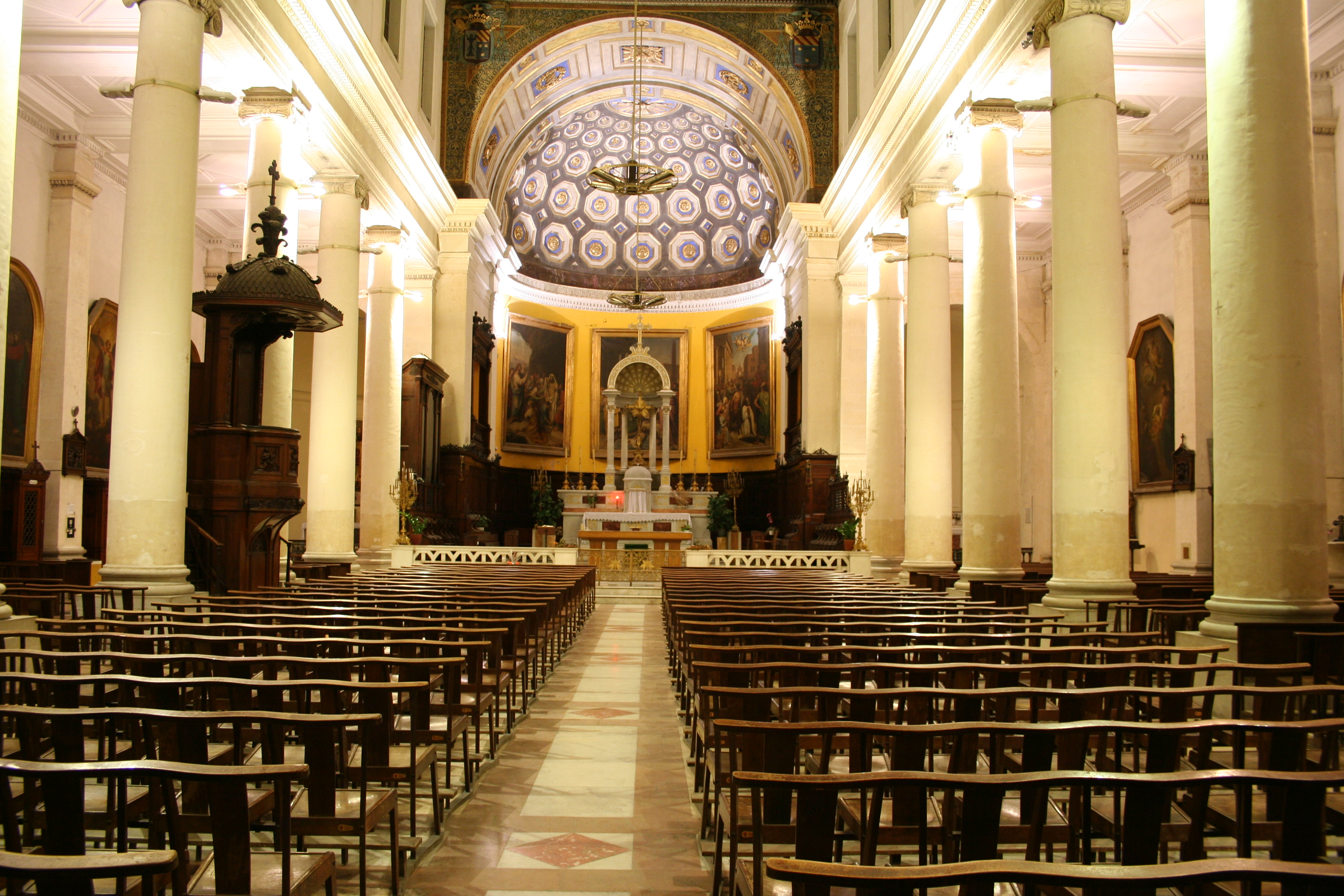
Церква Сен-Лазар, вівтар, Марсель
План церкви Сен-Лазар, Марсель
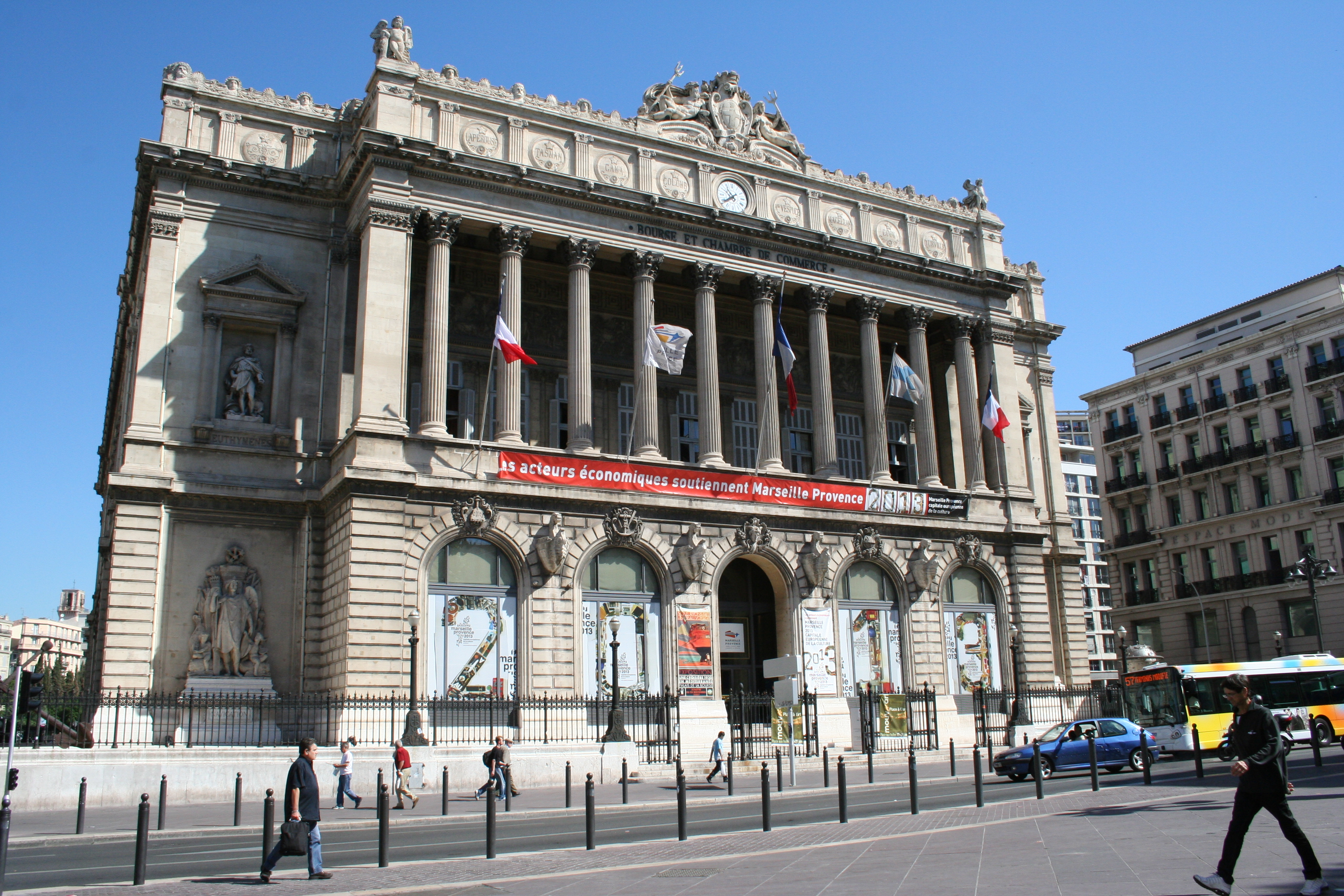
Палац біржі, головний фасад, Марсель

## Смерть
Він отримав нагороду від уряду Франції наприкінці життя — його зробили офіцером ордену Почесного легіону. В лютому 1879 року Паскаль Косте помер і був похований на цвинтарі Сен П'єр в місті Марсель.